# Piechocice (Opole)
Piechocice [pronunciación en polaco: /pjɛxɔˈt͡ɕit͡sɛ/] (en alemán: Bauerngrund) es un pueblo en el distrito administrativo de Gmina Korfantów, dentro del Distrito de Nysa, Voivodato de Opole, en el sudeste de Polonia occidental. Se encuentra aproximadamente 6 kilómetros al sudeste de Korfantów, 24 kilómetros al este de Nysa, y 30 kilómetros al sudoeste de la capital regional, Opole.
Hasta 1945 el área era parte de Alemania (véase Territorios Polacos Recuperados).